# Erdkrümmung

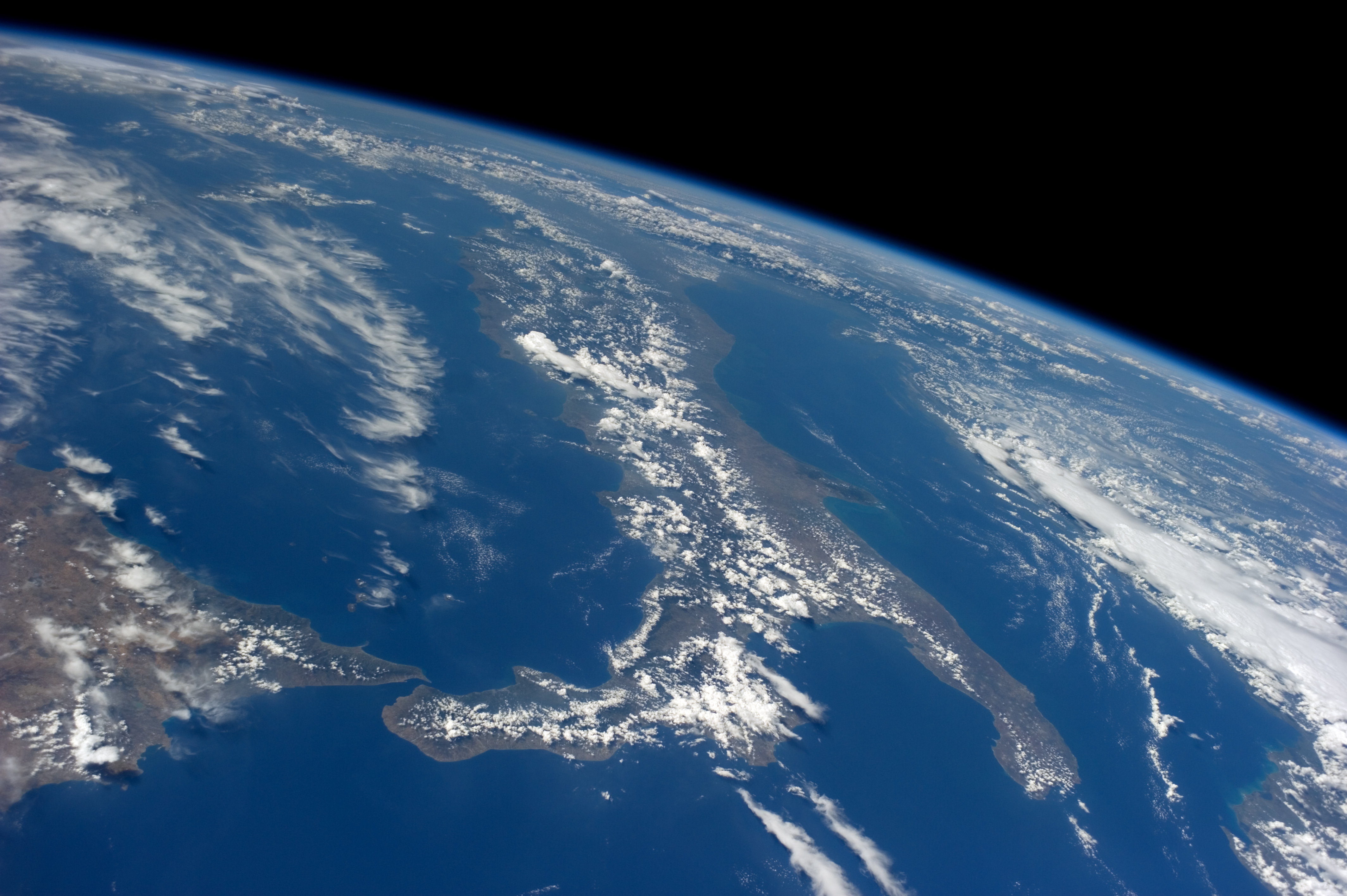
Italien aus dem Weltraum und die Erdkrümmung aus einer Höhe von 400 km (ISS) gesehen

Unter Erdkrümmung versteht man die Krümmung der großräumig betrachteten Erdoberfläche als Folge der Tatsache, dass die Form der Erde ungefähr einer Kugel entspricht. Ihre gekrümmte Oberfläche weicht daher von einer Tangentialebene ab, was am Beispiel der Meeresoberfläche schon bei verhältnismäßig kurzen Distanzen offensichtlich wird.
Dass die Erde annähernd kugelförmig ist, war ionischen Wissenschaftlern um 600 v. Chr. bereits bekannt. Dass die Erdfigur von der Kugelform derart abweicht, dass sie durch ein passendes Ellipsoid besser anzunähern ist, liegt an der Rotation der Erde, die zur Erdabplattung führt. Der für den Umfang des Äquators angenäherte Durchmesser ist um etwa 0,3 % größer als der Abstand zwischen den Polen. Beim derzeitigen Referenzellipsoid (WGS 84) macht der Unterschied knapp 43 km aus. Hingegen beträgt die bezüglich des mittleren Meeresspiegels angegebene Differenz zwischen dem höchsten Punkt der Erdoberfläche, am Gipfel des Mount Everest, und dem tiefstgelegenen Punkt der bekannten Oberfläche der (ozeanischen) Erdkruste im Marianengraben knapp 20 km.

## Berechnung
Nimmt man für die Erde die Figur einer Kugel an und rechnet mit einem mittleren Erdradius von 6371 km – tatsächlich hat die Erdfigur eine Abplattung von knapp 0,3 Prozent: die Halbachsen des mittleren Erdellipsoids sind ca. 6378 km bzw. ca. 6357 km lang; der minimale Krümmungsradius beträgt etwa 6334 km, der maximale etwa 6400 km –, so weicht die ideale Erdoberfläche von einer Tangentialebene folgendermaßen radial, in Richtung Erdmittelpunkt, nach unten ab:
0,8 mm auf 100 m
20 mm auf 500 m
78 mm auf 1 km
1,96 m auf 5 km
7,85 m auf 10 km
Als einfache Näherungsformel für kleine Distanzen {\displaystyle L} kann die Formel
{\displaystyle y={\frac {L^{2}}{2R}}}
dienen, wobei {\displaystyle L} die Entfernung, {\displaystyle R} der Erdradius von 6.371.000 Metern und {\displaystyle y} die Abweichung in Metern ist.
Zur Veranschaulichung ein Beispiel: Zwei Personen befinden sich auf der als Kugel angenommenen Erde 10.000 m  voneinander entfernt. Beträgt bei beiden die Augenhöhe 1,96 m über der Erdoberfläche, so können sie eben noch Sichtkontakt haben (der Berührungspunkt ihrer gemeinsamen Tangentialebene mit der Erdoberfläche liegt jeweils in {\displaystyle L} = 5000 m Entfernung). Würden die Augen der einen Person sich genau auf Höhe der Erdoberfläche befinden, so müsste die 10.000 m entfernte andere Person für Sichtkontakt eine Augenhöhe von mindestens 7,85 m über der Erdoberfläche einnehmen.
Mit einer etwas genaueren Näherungsformel
{\displaystyle y={\sqrt {L^{2}+R^{2}}}-R}
mit {\displaystyle R} = Erdradius, {\displaystyle L} = Entfernung und {\displaystyle y} = Erniedrigung, das ist die Höhe, die bei „Geradeaussicht“ (siehe auch Geodätische Sichtweite) unter der Tangentialebene verschwindet, ergeben sich folgende Werte von {\displaystyle y} bei vorgegebenem {\displaystyle L} (berechnet mit {\displaystyle R=6378\,{\rm {km}}}):
0000,31 m bei 02 km
0001,96 m bei 05 km
0007,85 m bei 10 km
0031 m bei 020 km
0196 m bei 050 km
0784 m bei 100 km
1764 m bei 150 km
3135 m bei 200 km
4898 m bei 250 km
Unter der Annahme einer idealen Kugelform der Erde, errechnet sich über die folgende Formel ein exakter Wert.
{\displaystyle =R\left(1-\cos \left({\frac {L}{R}}\right)\right)}
Aufgrund der Abweichung der Erdoberfläche von einer idealen Kugelform kann dies jedoch nur als weitere Näherung betrachtet werden.

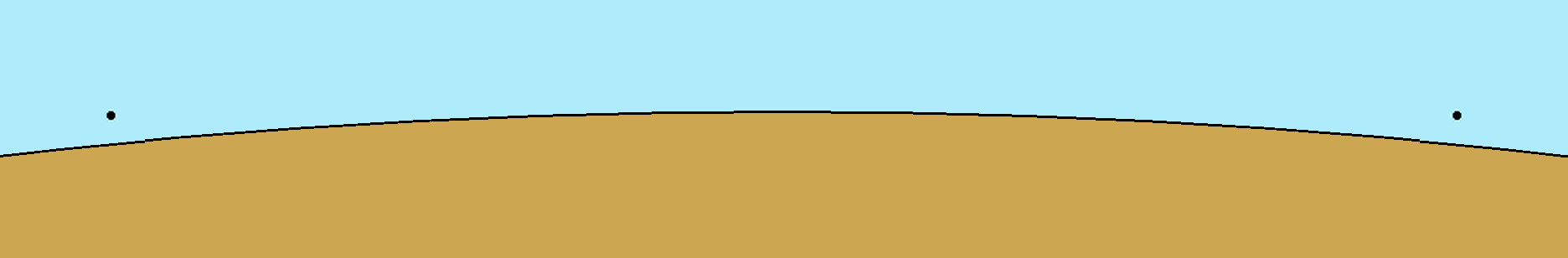
Wegen der Erdkrümmung ist ein direkter Lichtkontakt zwischen zwei Objekten, die sich 1000 km voneinander entfernt (entspricht etwa der Nord-Süd-Ausdehnung von Frankreich oder einem Vierzigstel des Erdumfangs) in gleicher Höhe über der Erdoberfläche befinden, erst ab einer Mindesthöhe möglich; diese beträgt, nach der Näherungsformel mit L = 500 km berechnet, etwa 19,6 km (schwarze Punkte).

Die Korrektur von Höhenmessungen wegen der Erdkrümmung ist also schon auf kurze Strecken unerlässlich und wächst quadratisch mit der Distanz. Bei Vermessungen der Lage wirkt sich die Erdkrümmung erst in größerer Entfernung aus und führte zur Unterscheidung zwischen „niederer“ und „höherer Geodäsie“.

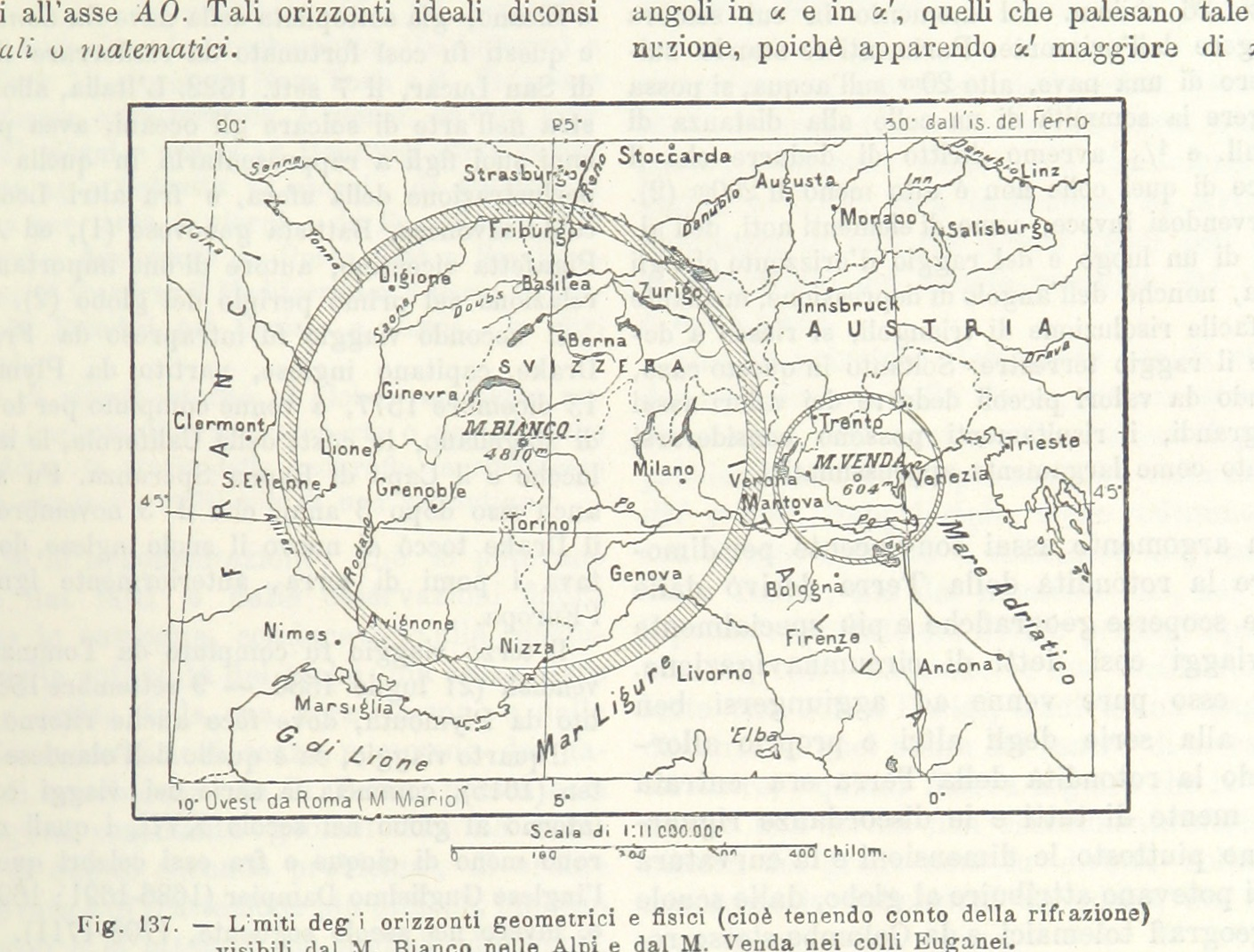
Historische Darstellung (1898) der theoretischen Sichtweite von den Gipfeln des Mont Blanc und des Monte Venda

Bei einem praktischen Beispiel, der Höhenwinkelbestimmung von Bergen im Gebirge, ergeben sich rechnerisch durch die Erdkrümmung z. B. für den Mont Blanc mit 4810 m Höhe in Abhängigkeit von der Entfernung folgende Höhenwinkel (unter der Annahme eines Blickpunktes auf Seehöhe, in Klammern die Werte ohne Erdkrümmung):
bei 050 km +5,27° (5,49°)
bei 100 km +2,30° (2,75°)
bei 150 km +1,16° (1,83°)
bei 200 km +0,48° (1,38°)
bei 250 km −0,02°
Der 250-km-Wert besagt, dass bei dieser Entfernung die Spitze des Mont Blanc unter der „Horizontlinie“ liegt. Für Beobachtungspunkte oberhalb der Seehöhe vergrößert sich der rechnerische Höhenwinkel, weil die sich die „Horizontlinie“ vom Beobachter entfernt und nur der Erdkrümmungsanteil jenseits davon wirksam wird. In der Praxis spielt auch noch die terrestrische Refraktion eine Rolle. Durch sie werden die Lichtstrahlen in Richtung Erdkrümmung gebrochen, so dass die Höhenwinkel leicht vergrößert werden. Man kann sie so deuten, dass die durch die Erdkrümmung verursachten Erniedrigungen um 5 bis 15 % verringert werden, abhängig von meteorologischen Bedingungen. Wenn z. B. der Einfluss der Refraktion 15 % wäre, dann würde sich im letzten Fall ein Höhenwinkel von 0,04° ergeben.

## Fotografische Dokumentation
Die Erdkrümmung kann beispielsweise mit Teleobjektivaufnahmen weit entfernter Schiffe auf Wasserflächen oder von Bergen bei guter Fernsicht mit entsprechender Sichtweite dokumentiert werden. Weit entfernte Objekte erscheinen nicht nur aufgrund des Sehwinkels (Perspektive) kleiner, sondern liegen aufgrund der Erdkrümmung darüber hinaus tiefer im Bild als dies auf einer geometrischen Ebene der Fall wäre. Dabei werden die unteren Bereiche des Motivs vom Horizont verdeckt. Die Größe des Effekts unterliegt einigen Schwankungen, die vor allem der terrestrischen Refraktion zuzuordnen sind.

Serie von Teleobjektivaufnahmen: Ein sich zunehmend weiter entfernendes Boot verschwindet schließlich hinter dem Horizont
Serie von Teleobjektivaufnahmen: Ein Frachtschiff scheint mit zunehmender Entfernung nicht nur kleiner zu werden, sondern auch zu „sinken“
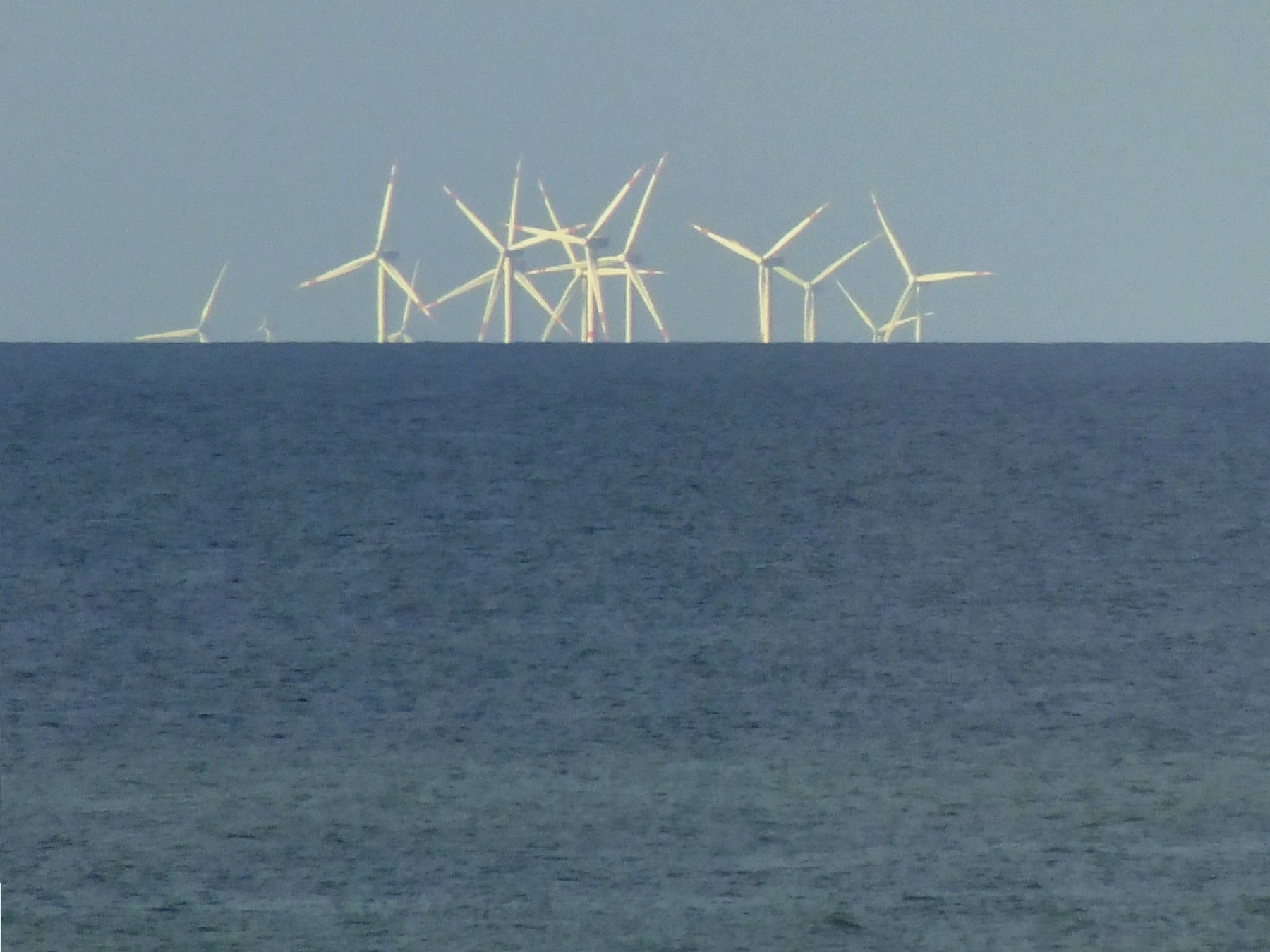
Weiter entfernte Rotoren dieses Offshore-Windparks (Naben knapp 100 m über dem Meeresspiegel) erscheinen tiefer liegend
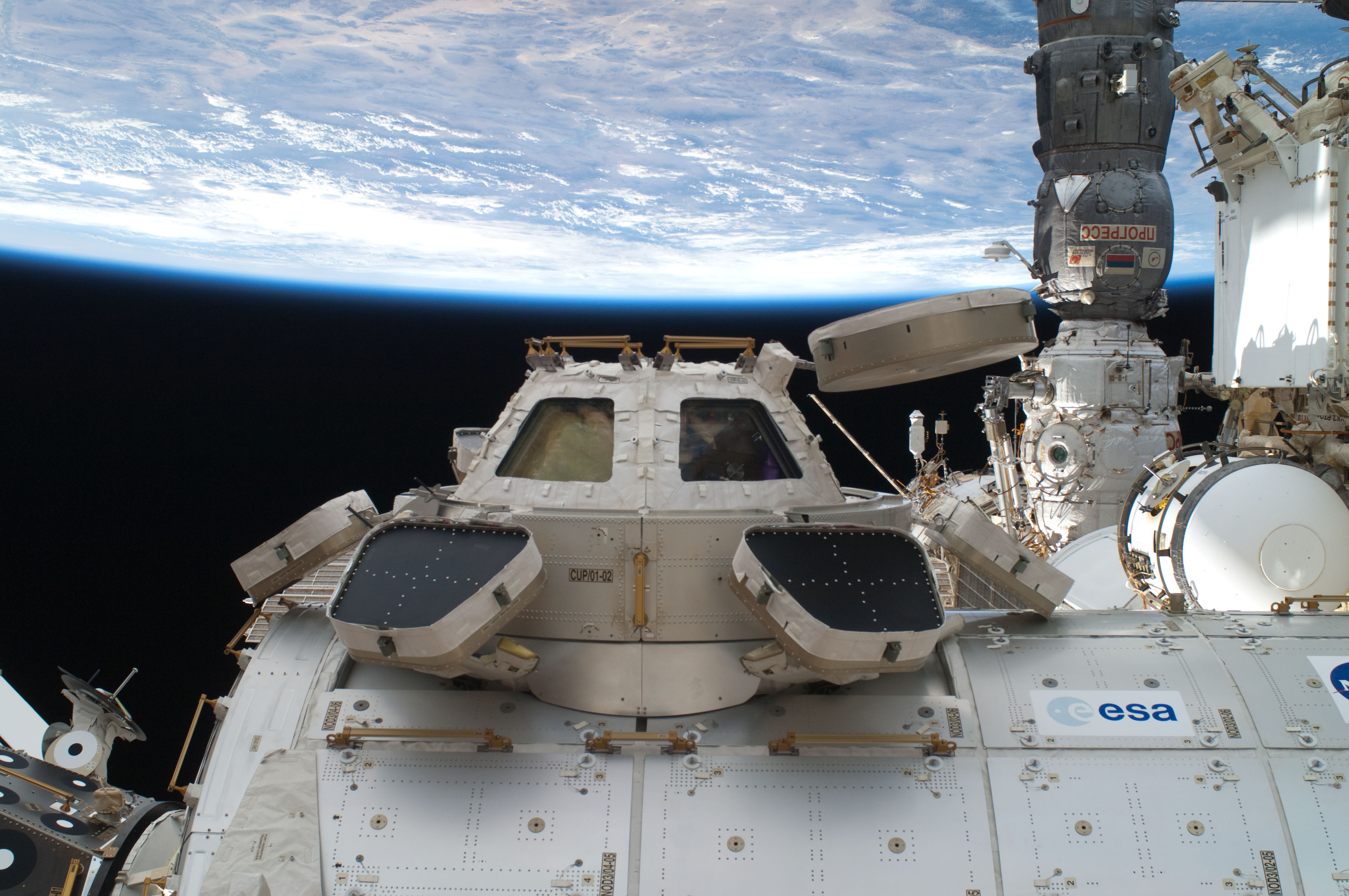
Aufnahme der Erde von der ISS in 400 km Höhe aus (Lage des Horizonts nahe Bildmitte; gerade horizontale Vergleichlinien im Vordergrund)

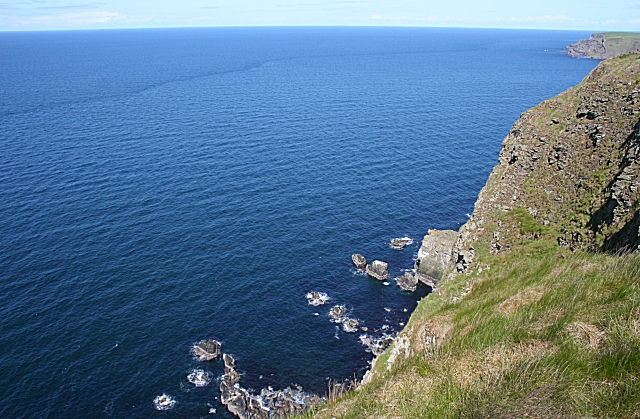
Abbildungsfehler infolge tonnenförmiger Verzeichnung durch das Objektiv: Kimmlinie dadurch gebogen dargestellt

Nicht geeignet sind Aufnahmen mit nicht verzeichnungsfrei abbildenden Weitwinkelobjektiven aus niedrigen Höhen. Die gebogene Horizontlinie zeigt dort nicht die Erdkrümmung, sondern einen Abbildungsfehler des Objektivs. Der Fehler nimmt in Richtung der Bildränder zu und ist bei einer durch die Bildmitte des Objektivs (optische Achse) verlaufenden Horizontlinie unauffällig. Auf Weitwinkelaufnahmen aus üblichen Reiseflughöhen von etwa 10,5 km lässt sich die Erdkrümmung technisch nachweisen, deutlich sichtbar wird die gekrümmte Horizontlinie jedoch erst ab Höhen von etwa 15 km. Mit geeigneten Mitteln ist es jedoch durchaus möglich die gekrümmte Horizontlinie bereits aus niedrigeren Höhen nachzuweisen.